# باتريشيا فريتاس
باتريشيا فريتاس (بالبرتغالية: Patrícia Freitas) هي راكبة أمواج ‏ برازيلية، ولدت في 10 مارس 1990 في واشنطن العاصمة في الولايات المتحدة.

## وصلات خارجية
- باتريشيا فريتاس على موقع الاتحاد الدولي للملاحة الشراعية (موقع جديد) (الإنجليزية)
- باتريشيا فريتاس على موقع الاتحاد الدولي للملاحة الشراعية (موقع قديم) (الإنجليزية)
- باتريشيا فريتاس على موقع اللجنة الأولمبية الدولية (الإنجليزية)
- باتريشيا فريتاس على موقع أوليمبيديا (الإنجليزية)
- باتريشيا فريتاس على موقع اللجنة الأولمبية البرازيلية (البرتغالية)